# Starship 1
Starship 1 — аркадная игра от первого лица, разработанная, изготовленная и выпущенная компанией Atari в 1977 году. Игра, вдохновлённая популярным в то время телевизионным сериалом Star Trek, содержит первое известное пасхальное яйцо. Starship 1 был позже портирована на Atari 2600 под названием Star Ship.

## Игровой процесс
Цель Starship 1 — уничтожить инопланетный космический корабль, маневрируя на космическом корабле «Starship Atari» в звёздных и астероидных полях.
В игре используется вид от первого лица на чёрно-белом мониторе. Корабль игрока управляется управляющим ярмом, который подключён к двум потенциометрам. Существует также рычаг которым контролируется скорость движения корабля. По сравнению с обычными аркадными играми того времени, Starship 1 был сравнительно продвинутым, но использовал довольно много аналоговых технологий, которые в последующие годы станут менее распространёнными в аркадных играх.
Когда враги появляются на экране, игрок пытается поймать врага в перекрестие прицела и поразить его с помощью своих «фазеров», нажимая гашетку на штурвале.
Кроме того, у игрока есть 5 «протонных торпед» на игру, которые можно запустить, нажав большую белую кнопку на приборной панели. Это уничтожит любой вражеский корабль на экране.
В игре есть четыре различных врага:
- звёздные корабли, вдохновлённые «Звёздным путём».
- инопланетные существа с глазами.
- корабли клингонского типа.
- мигающий летающий корабль.

## Первое пасхальное яйцо
Согласно исследованию Эда Фриса, Starship 1 содержит первое известное пасхальное яйцо. Фрис связался с разработчиком игры Роном Милнером, который подтвердил что активировав элементы управления машиной в соответствующей последовательности, игра отобразит сообщение «Hi Ron!» (с англ. — «Привет, Рон!»).